# Changnienia amoena
Changnienia amoena är en orkidéart som beskrevs av S.S.Chien. Changnienia amoena ingår i släktet Changnienia och familjen orkidéer. IUCN kategoriserar arten globalt som starkt hotad. Inga underarter finns listade i Catalogue of Life.